# Blaž Jarc

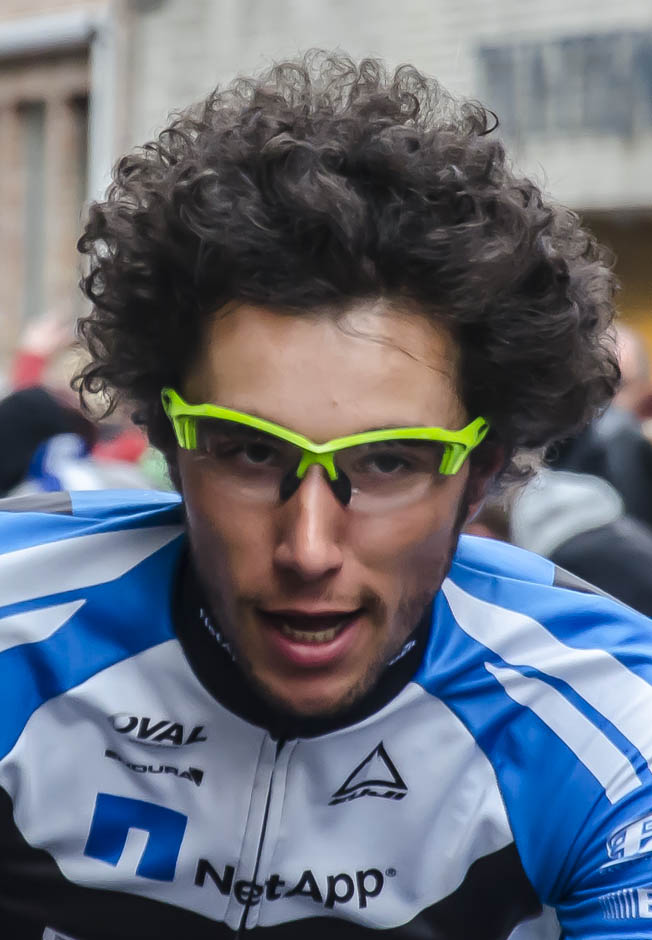

Blaž Jarc (* 17. Juli 1988) ist ein ehemaliger slowenischer Radrennfahrer.

## Karriere
Blaz Jarc wurde 2005 slowenischer Juniorenmeister im Straßenrennen und gewann eine Etappe bei der Juniorenrundfahrt Po Stajerski. Im nächsten Jahr gewann er drei Etappen beim Course de la Paix, eine bei Po Stajerski, eine beim GP Rüebliland und die Gesamtwertung bei Kroz Istru.
Von 2007 bis 2011 fuhr Jarc für das slowenische Continental Team Adria Mobil. In seiner ersten Saison dort wurde er Dritter bei der nationalen Zeitfahrmeisterschaft der Elite. In den Jahren 2009 und 2010 gewann er die slowenische Zeitfahrmeisterschaft der U23. 2009 wurde er slowenischer Elite-Straßenmeister.
Im Jahr 2011 wechselte er zum deutschen Professional Continental Team NetApp, für welches er bereits im Vorjahr als Stagiaire fuhr. Er erzielte 2013 seinen größten internationalen Erfolg als Sieger des Grote Prijs Stad Zottegem, einem belgischen Eintagesrennen der UCI-Kategorie 1.1.
Zum Ende der Saison 2014 beendete Jarc seine Karriere und bestritt beim Münsterland Giro sein letztes Rennen.

## Erfolge
2005
- Slowenischer Meister – Straßenrennen (Junioren)

2009
- Slowenischer Meister – Einzelzeitfahren (U23)
- Slowenischer Meister – Straßenrennen

2010
- Slowenischer Meister – Einzelzeitfahren (U23)

2011
- Poreč Trophy
- eine Etappe Tour of Gallipoli

2013
- Grote Prijs Stad Zottegem

## Teams
- 2007–2011 Adria Mobil
- 2011 Team NetApp (Stagiaire)
- 2012–2014 Team NetApp